# Saint-Germain-de-la-Coudre

Saint-Germain-de-la-Coudre este o comună în departamentul Orne, Franța. În 1 ianuarie 2022 avea o populație de 828 de locuitori.